# Boržava (řeka)
Boržava (ukrajinsky Боржа́ва, maďarsky Borzsa) je ukrajinská řeka v Zakarpatské oblasti v povodí Tisy.

## Geografie
Řeka pramení pod horou Stij v neobydlené oblasti severně od vesnice Bereznyky v okrese Chust v Poloninách. Teče jižním směrem až do vesnice Dovhe, kde se stáčí v jihozápadního směru do nížiny, kde jižně obtéká město Iršava. Jihovýchodně od města Berehovo ústí u vesnice Vary do Tisy.
Řeka je dlouhá 106 km a povodí má rozlohu 1360 km².